# Clavulina ramosior
Clavulina ramosior är en svampart som först beskrevs av Corner, och fick sitt nu gällande namn av P. Roberts 1999. Clavulina ramosior ingår i släktet Clavulina och familjen Clavulinaceae.   Inga underarter finns listade i Catalogue of Life.